# Jochanan Wallach
Jochanan Wallach (hebräisch יוחנן וולך, auch Yochanan Vollach; * 14. Mai 1945 in Kiryat Bialik, heute Israel) ist ein ehemaliger israelischer Fußballspieler, einer der besten israelischen Spieler aller Zeiten. Heute ist er Präsident von Maccabi Haifa.

## Spielerkarriere
Sein Debüt für das israelische Nationalteam feierte er am 23. April 1969 gegen Österreich. Er erreichte mit Israel die Teilnahme an der Weltmeisterschaft 1970.

## Erfolge

### Als Spieler
- Israelischer Pokalsieger 1966, 1974 (mit Hapoel Haifa)
- Meister der Israelischen Streitkräfte 1965

### Als Vorstandsvorsitzender
- Israelischer Meister 1984, 1985, 1991 (mit Maccabi Haifa)
- Israelischer Pokalsieger 1991, 1993 (mit Maccabi Haifa)
- Lilian-Pokal 1985 (mit Maccabi Haifa)
- Meister der Israelischen Streitkräfte 1965

### Als Vorstandsvorsitzender in der Jugend
- Israelischer Meister 1979, 1983, 1984, 1991 (mit Maccabi Haifa)
- Israelischer Pokal 1980, 1991, 1993, 1981-Finalteilnahmen (mit Maccabi Haifa)
- Israelischer Meister 1984 (mit Maccabi Haifa)